# Етцельванг
Етцельванг (нім. Etzelwang) — громада в Німеччині, розташована в землі Баварія. Підпорядковується адміністративному округу Верхній Пфальц. Входить до складу району Амберг-Зульцбах. Складова частина об'єднання громад Нойкірхен-бай-Зульцбах-Розенберг.
Площа — 21,69 км2. Населення становить 1384 ос. (станом на 31 грудня 2020).

## Галерея

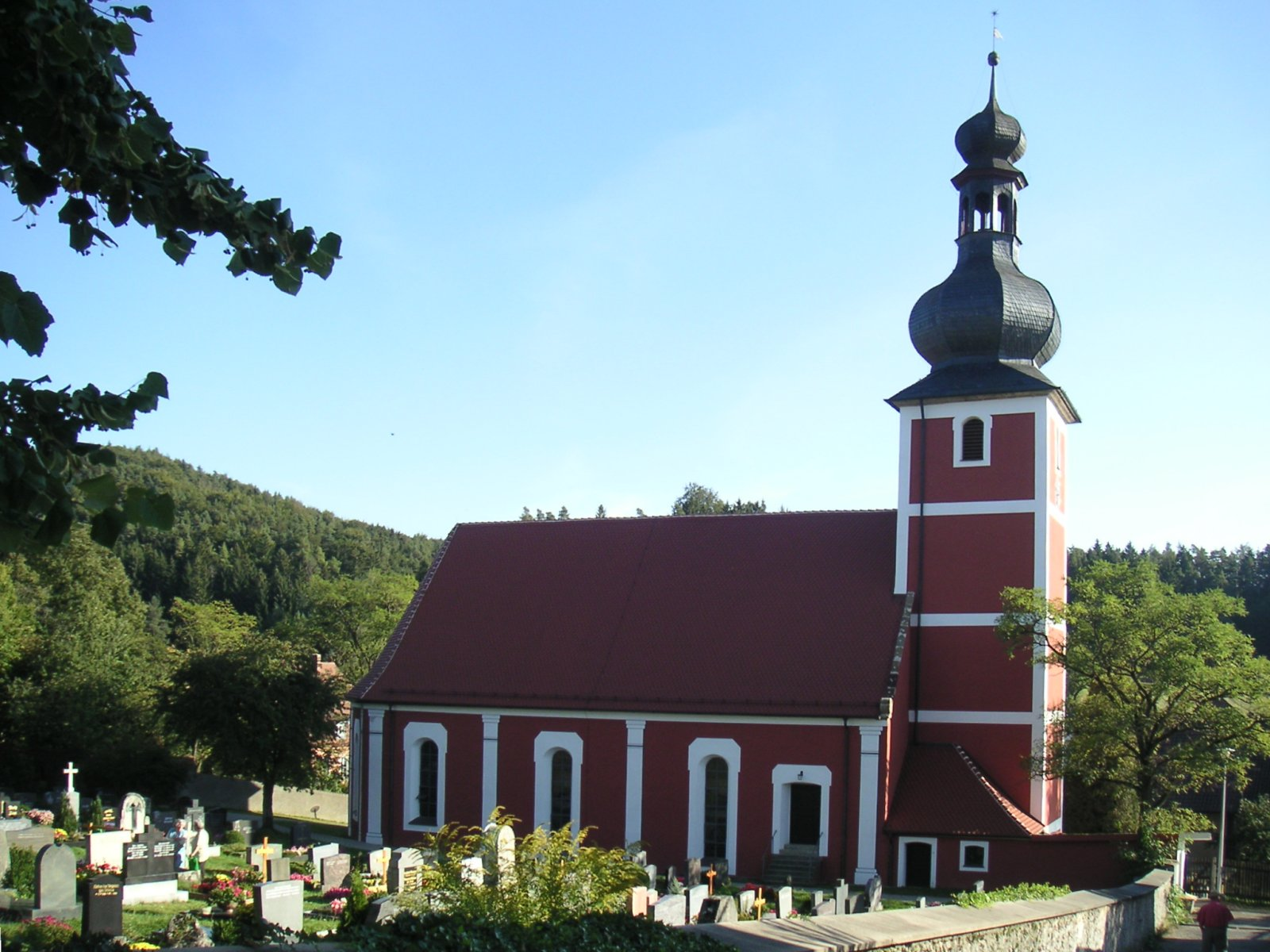